# Wujiaqu
Cette page contient des caractères spéciaux ou non latins. S’ils s’affichent mal (▯, ?, etc.), consultez la page d’aide Unicode.
Wujiaqu (五家渠 ; pinyin : Wǔjiāqú ; ouïghour : ۋۇجياچۈ / Vucyaçü) est une ville vice-préfecture de la région autonome du Xinjiang en Chine. Elle est administrée directement par le Corps de production et de construction du Xinjiang (Bingtuan).